# カムサル
カムサル(Kamsar)はギニアの西部のボケ州のボケ県の港湾都市。
ヌネズ川の河口に位置する。
2014年の人口は約11.3万人だった。

## 交通

### 鉄道
- サンガレディからボーキサイトが運ばれる[2]。この輸送はボケ鉄道によって行われ、州都ボケ市を通ってサンガレディ鉱山までを結んでいる[3]。

### 港湾
前述の鉄道で輸送されたボーキサイトの積出港である。港の名前は、カムサマックスというばら積み貨物船規格の由来となっている。

### 空港
- カワス空港（英語版）